# (13745) Mikecosta
(13745) Mikecosta (1998 SL42) – planetoida z pasa głównego asteroid okrążająca Słońce w ciągu 4,2 lat w średniej odległości 2,6 j.a. Odkryta 28 września 1998 roku.